# 多尔济 (额驸)
多尔济（？—1720年），博尔济吉特氏，清代蒙古王公，科尔沁部台吉。
康熙四十七年（1708年）十二月，康熙帝把第十五女和硕敦恪公主嫁给了多尔济。康熙四十八年（1709年）十二月，公主去世，康熙五十八年（1719年）多尔济因为获罪革除额驸，仍给台吉品级。康熙六十年（1720年），多尔济去世。